# Giovanni Morelli

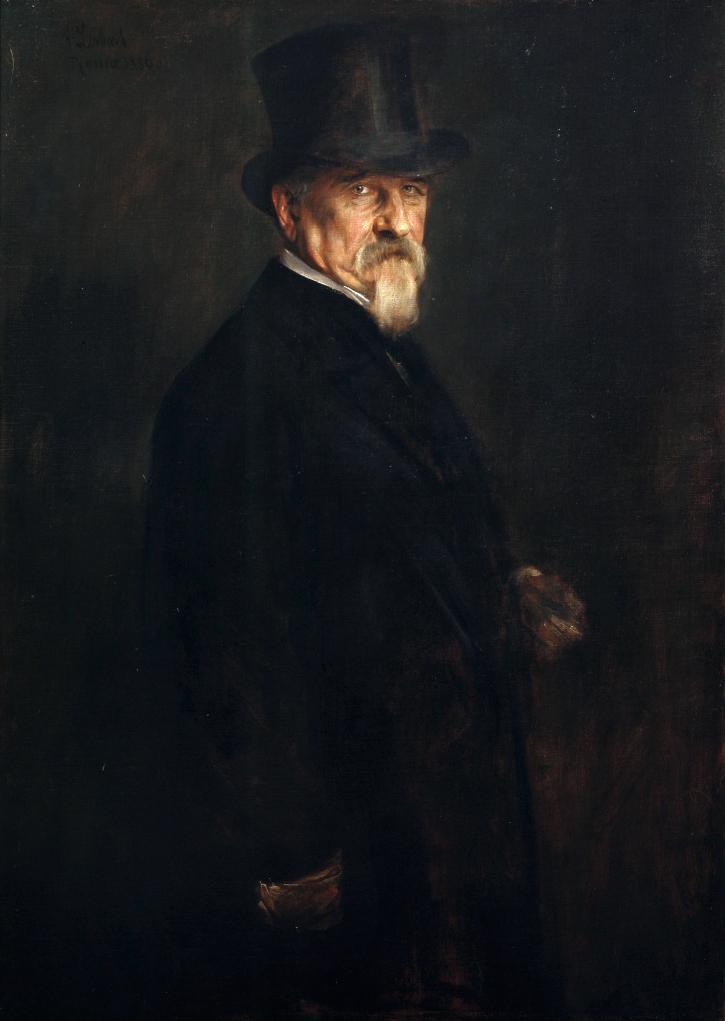

Giovanni Morelli (ur. 25 lutego 1816 r., zm. 28 lutego 1891 r.), włoski historyk i krytyk sztuki. Twórca metody atrybucji dzieł sztuki poprzez analizę detali, charakterystycznych dla twórczości danego artysty. Był również jednym z inicjatorów ochrony dzieł sztuki. 
Najważniejsze dzieła (napisane w języku niemieckim):
- Die Werke italienischer Meister in den Galerien von München, Dresden und Berlin (1880)
- Kunstkritische Studien uber italienische Malerei (1890)